# Симпсоны в кино
«Си́мпсоны в кино́» (англ. The Simpsons Movie) — американский анимационный комедийный фильм 2007 года, основанный на мультсериале «Симпсоны». Режиссёром фильма стал Дэвид Силверман, главные роли озвучивали Дэн Кастелланета, Джулия Кавнер, Нэнси Картрайт, Ярдли Смит, Хэнк Азария, Гарри Ширер, Памела Хейден, Тресс Макнил и другие, повторившие свои роли, также к фильму присоединился Альберт Брукс. Сюжет рассказывает о Гомере Симпсоне, который пытается спасти Спрингфилд, когда Агентство по охране окружающей среды заключает его под стеклянным куполом после того, как Гомер безответственно загрязняет местное озеро.
Хотя ранее предпринимались попытки создать полнометражный фильм по «Симпсонам», они окончились неудачей из-за отсутствия длинного сценария. Затем, когда в 2001 году продюсеры Джеймс Л. Брукс, Мэтт Грейнинг, Эл Джин, Майк Скалли и Ричард Сакай начали разработку фильма, была собрана команда сценаристов, состоящая из Брукса, Грейнинга, Джина, Скалли, Иэна Мэкстон-Гехема, Джорджа Мейера, Дэвида Миркина, Майка Рейсса, Мэтта Селмана, Джона Шварцвелдера и Джона Витти. Они задумали множество сюжетных идей, была адаптирована одна из идей Грейнинга. Сценарий переписывался больше ста раз, работа над сценарием продолжалась даже после начала работы над анимацией в 2006 году. Как следствие, из окончательного релиза были вырезаны часы готового материала, включая камео Эрин Брокович, Минни Драйвер, Айлы Фишер, Эдварда Нортона и Келси Грэммера, который должен был бы повторить роль Сайдшоу Боба. Том Хэнкс и члены группы Green Day озвучили самих себя.
Для продвижения выхода фильма были проведены рекламные акции с несколькими компаниями, включая Burger King и 7-Eleven, последняя из которых превратила выбранные магазины в Магазин «На скорую руку». Премьера фильма состоялась 21 июля 2007 года в Спрингфилде, штат Вермонт, затем 27 июля, мультфильм был выпущен в широкий прокат компанией 20th Century Fox. В России мультфильм вышел 16 августа того же года. Фильм получил положительные отзывы от критиков и заработал 536,4 миллиона долларов по всему миру, став восьмым кассовым фильмом 2007 года, вторым кассовым рисованным мультфильмом (после «Короля Льва») и самым кассовым фильмом, основанным на мультсериале. Фильм получил похвалу за юмор, эмоциональный вес и отсылки к ранним сезонам. Фильм был номинирован на многочисленные награды, в том числе на премию «Золотой глобус» за лучший анимационный полнометражный фильм на 65-й церемонии вручения премии «Золотой глобус».

## Сюжет
Группа «Green Day» даёт концерт в Спрингфилде, однако, попытавшись поговорить с аудиторией о проблеме окружающей среды, тонет в местном озере, загрязнённые воды которого разъедают плавучую сцену. На их похоронах преподобный Тимоти Лавджой призывает прихожан услышать глас Божий, и Эйб Симпсон внезапно изрекает пророчество о страшных событиях, надвигающихся на город, которое только Мардж воспринимает всерьёз. Лиза пытается убедить жителей, что озеро необходимо очистить и, обходя дома горожан, встречает Колина, мальчика из Ирландии, которого тоже беспокоит состояние окружающей среды. Она быстро обнаруживает, что у них много общего, и тут же влюбляется в нового знакомого. Вместе они организовывают в ратуше презентацию, где удаётся убедить мэра запретить сброс отходов в озеро.
Тем временем Барт, поспорив с Гомером, едет на скейте от дома до Красти Бургера голым, после чего его арестовывают. Он просит отца признаться полиции, что это была его идея, но тот сваливает вину на сына. Уже в закусочной Гомер встречает поросёнка в поварском колпаке, которого Красти после съёмок в рекламе хочет отдать мяснику, и решает забрать его домой. Он заботится о животном 
больше чем о сыне и со временем заполняет на заднем дворе дома огромный бак свиными экскрементами, от которых Мардж требует избавиться. В спешке из-за закрытия пышечной с раздачей бесплатных пончиков Гомер скидывает бак в воды ограждённого озера, доводя дело до экологической катастрофы, чем быстро заинтересовывается EPA. Его глава Расс Каргилл, заручившись поддержкой президента США Арнольда Шварценеггера, накрывает Спрингфилд огромным прозрачным куполом. Когда полиция находит в озере бак с подписью Гомера, весь город собирается линчевать Симпсонов, но тем удаётся сбежать за пределы купола через карстовую воронку. Семья по инициативе Гомера отправляется на Аляску.
Из-за слишком активных попыток горожан повредить купол Каргилл, не желая делать это распространяющейся новостью, решает уничтожить Спрингфилд. Факт существования города начинает скрываться, а по ТВ выпускают рекламу с Томом Хэнксом про «новый Гранд-Каньон». Мардж и дети хотят помочь родному городку, однако Гомер отказывается спасать соседей, которые пытались его убить. Из-за этого семья покидает Аляску, пока Гомер развлекается в местной закусочной, и уже на подъезде к Спрингфилду попадается спецназу EPА, который возвращает пленников под купол.
После встречи с инуитской шаманкой, спасшей передумавшего и решившего возвращаться Симпсона от полярного медведя, Гомер прозревает и решает помогать Спрингфилду, чтобы не остаться навсегда одиноким. Однако там он снова становится объектом всеобщего презрения, так как поднимается на пик купола, где через отверстие на тросе спущено мощное взрывное устройство, и сбивает собой всех лезущих за бомбой. Отчаявшегося Гомера снова посещает озарение и он решает использовать недавно подсказанный Лизой навык езды внутри ярмарочной металлической сферы при попытке заработать денег во время бегства. Помирившись с сыном, Гомер на мотоцикле разгоняется с ним по сводам купола — Барту удаётся выкинуть бомбу в отверстие и подорвать барьер снаружи, освобождая всех людей.
Обозлённый из-за провала Каргилл пытается пристрелить Гомера из двустволки, но получает булыжником по голове от внезапно появившейся Мэгги. Его увольняют с работы и отправляют в тюрьму, а горожане прощают Гомера и уже приветствуют как героя. Он уезжает с Мардж в закат, после чего, жители Спрингфилда начинают возвращать городу былой вид.

## Роли озвучивали
| Актёр озвучивания    | Роли | Неуказанные в титрах (в порядке появления) |
| -------------------- | --- | --- |
| Дэн Кастелланета     | Гомер Симпсон, Абрахам Симпсон, Клоун Красти, садовник Вилли, мэр Куимби, Сайдшоу Мел, Мистер Тини, официальный представитель EPA, Щекотка и Барни Гамбл                           | Постановщик, синеволосый адвокат, многоглазая белка, Ганс Молман, панический мужчина, целующийся полицейский, медведь, мальчик по телефону, работник АНБ, офицер, богатый техасец, Маленький помощник Санты и скрипучий подросток |
| Джулия Кавнер        | Мардж Симпсон, Сельма и Пэтти Бувье | N/A |
| Нэнси Картрайт       | Барт Симпсон, Ральф Виггам, Тодд Фландерс и Нельсон Манц | Мэгги Симпсон, ТВ дочь, женщина по телефону и Керни Ззизвитч |
| Ярдли Смит           | Лиза Симпсон | N/A |
| Хэнк Азария          | Мо Сизлак, Клэнси Виггам, Клетус Спаклер, Профессор Фринк, Апу Нахасапимапетилон, Лу, Продавец комиксов, Капитан МакКаллистер, Человек-шмель и доктор Ник                          | Карл, Работник EPA, диктор Купольного склада, целующийся полицейский, карнавальный баркер, чиновник заправочной станции, Дредерик Татум, Пассажир EPA, Робот и Рафаэль                                                            |
| Гарри Ширер          | Чарльз Монтгомери Бёрнс, Вэйлон Смитерс, Нед Фландерс, Преподобный Тимоти Лавджой, Ленни, Президент Арнольд Шварценеггер, Сеймур Скиннер, Кент Брокман, Доктор Хибберт и Отто Манн | Царапка, череп, оператор платной кабины и охранник |
| Памела Хейден        | Милхаус Ван Хутен, Род Фландерс и Джимбо Джонс | N/A |
| Тресс Макнилл        | Женщина-медик, Агнес Скиннер, Сумасшедшая кошатница, Колин и Куки Кван | Милая старушка, Мэрилин Манц, Пукер, Работница EPA, Линдси Нейгл, голос GPS, ТВ сын, Девушка за телефоном и Дольф Старбим |
| Альберт Брукс        | Расс Каргилл | N/A |
| Карл Видерготт       | Офицер EPA и мужчина | N/A |
| Марсия Уоллес        | Эдна Крабаппл (сцены удалены) | N/A |
| Расси Тейлор         | Мартин Принс | N/A |
| Мэгги Розуэлл        | Хелен Лавджой | Элизабет Гувер |
| Филипп Розенталь     | ТВ отец | N/A |
| Билли Джо Армстронг  | Green Day (самих себя) | N/A |
| Фрэнк Эдвин Райт III | Green Day (самих себя) | N/A |
| Майк Дёрнт           | Green Day (самих себя) | N/A |
| Джо Мантенья         | Жирный Тони | N/A |
| Том Хэнкс            | самого себя | N/A |

## Производство

### Разработка
Создатели рассматривали полнометражный фильм по «Симпсонам» ещё с самого начала сериала. Мэтт Грейнинг чувствовал, что такой формат позволит им увеличить масштаб и воплотить в жизнь более сложные сцены. Он намеревался снять фильм уже после окончания сериала, «но это […] было отменено хорошими рейтингами». Были попытки адаптировать эпизод четвёртого сезона «Лагерь Красти», но возникли трудности в расширении его до полного метра. Долгое время проект задерживался. Было трудно найти сюжет, достаточный для фильма, а у съёмочной группы на тот момент не хватало времени, так как они тратили все рабочие дни на сериал. Грейнинг также выражал желание сделать «Simpstasia», пародию на «Фантазию», но под подобное было слишком сложно писать полнометражный сценарий. Также предлагалось снять нечто в стиле антологии «Treehouse of Horror», но это не было реализовано. Постоянный приглашённый исполнитель Фил Хартман хотел снять художественный фильм, основанный на его персонаже Трое Макклюре. Некоторые сотрудники поддержали идею и Джош Вайнштейн предложил использовать сюжет серии «A Fish Called Selma», но проект был отменён после смерти Хартмана. Зелёный свет от 20th Century Fox был дан ещё в 1997 году, а Грейнинг и Джеймс Л. Брукс должны были продюсировать фильм.
Актёрский состав был объявлен в 2001 году, после чего началась работа над сценарием. Продюсеры изначально были обеспокоены тем, что создание фильма негативно скажется на мультсериале, так как у них не было достаточной команды, чтобы сосредоточить своё внимание на обоих проектах. По мере развития мультсериала были наняты дополнительные сценаристы и аниматоры, чтобы одновременно снимать и сериал, и фильм. Грейнинг и Брукс пригласили Майка Скалли и Эла Джина (которые продолжали работать шоураннерами в мультсериале) спродюсировать фильм вместе с ними. Затем они подписали контракт с Дэвидом Силверманом для режиссуры фильма. Была собрана «сильнейшая» команда сценаристов: Дэвид Миркин, Майк Рейсс, Джордж Мейер, Джон Шварцвелдер и Джон Витти. Позднее также присоединились Иэн Мэкстон-Гехем и Мэтт Селман, а Брукс, Грейнинг, Скалли и Джин также написали части сценария. Сэм Саймон покинул проект из-за творческих разногласий в 1993 году. Бывший сценарист Конан О’Брайен выразил заинтересованность в работе с сотрудниками «Симпсонов», хотя позже он пошутил, сказав, что «Я беспокоюсь, что часть моего мозга, написания «Симпсонов», была уничтожена спустя 14 лет после разговора с Линдси Лохан и тем парнем из «Холма одного дерева», так что, возможно, всё это к лучшему». То же самое касается режиссёра Брэда Бёрда, у которого не было достаточно времени из-за работы над «Суперсемейкой» и «Рататуем». Продюсеры заключили сделку с Fox, которая позволила бы им отказаться от производства фильма в любой момент, если они сочтут сценарий неудовлетворительным.
Работа над сценарием продолжалась с конца 2003 года в небольшом бунгало, где Мэтт Грейнинг впервые представил «Симпсонов». Сценаристы провели шесть месяцев, обсуждая сюжет, и каждый из них предлагал отрывочные идеи. Скалли предложил сюжет, в котором Стивен Спилберг (озвученный самим Спилбергом) попытается уничтожить Спрингфилд, чтобы он мог снять фильм с Томом Хэнксом (который в конечном итоге появился в качестве гостя, озвучив самого себя). Именно на той же встрече Грейнинг представил идею, по которой Гомер приютил домашнюю свинью, вдохновлённую историей управления свиными отходами, которую он прочитал в новостях. Джин предложил семейных спасателей ламантинов, который стал эпизодом «The Bonfire of the Manatees», а также было представление, похожее на «Шоу Трумана», где персонажи обнаружили, что их жизнь — телешоу. Грейнинг отверг эту идею, так как считал, что Симпсоны «никогда не должны не осознавать себя как знаменитостей», но эта идея позже была использована в видеоигре «The Simpsons Game». Грейнинг прочитал о городе, который должен был избавиться от свиных отходов в водоснабжении, что стало вдохновением для сюжета. Решение о том, чтобы Фландерс сыграл важную роль, также было принято раньше, так как Джин хотел, чтобы Барт задавался вопросом, какой была бы его жизнь, если бы Фландерс был его отцом. Хэнк Скорпио первоначально должен был вернуться в качестве главного антагониста, но сотрудники отказались от этой идеи и создали Расса Каргилла.
Определившись с сюжетом, сценаристы разделили его на семь разделов. Джин, Скалли, Рейсс, Шварцвелдер, Витти, Миркин и Мейер написали по 25 страниц каждый, и группа собралась месяц спустя, чтобы объединить семь разделов в один «очень грубый проект». Сценарий фильма был написан так же, как и телесериал: сценаристы сидели за столом, давали идеи и пытались рассмешить друг друга. Сценарий переписывался более 100 раз, и в какой-то момент мультфильм стал мюзиклом. Тем не менее, вскоре песни были вырезаны. Грейнинг описал своё желание также сделать фильм значительно сильнее, чем телеэпизод, сказав, что он хочет «дать нам то, чего мы раньше не видели».

### Анимация
Анимация фильма началась в январе 2006 года, а короткометражка «Шоу Щекотки и Царапки» стала первой сценой, над которой занимались раскадровкой. Грейнинг отказался делать либо художественный, либо CGI-фильм, назвав анимацию фильма «преднамеренно несовершенной» и «данью уважения искусству рисованной анимации». Фильм был выпущен в соотношении сторон 2,40:1, чтобы отличить его от телесериала и окрашен самой большой палитрой, которую когда-либо имели аниматоры. Большая часть анимации была создана с использованием планшетов Wacom Cintiq, что позволило рисовать изображения непосредственно на мониторе компьютера для облегчения производства. Производство анимации было разделено между четырьмя студиями по всему миру: Film Roman в Бербанке, штат Калифорния, Rough Draft Studios в Глендейле, штат Калифорния и в Сеуле, Южная Корея, и AKOM, также в Сеуле, Южная Корея. Эти компании ранее работали над сериалом. Как и в мультсериале, раскадровка, персонажи, фоновая планировка и асиматические части производства были сделаны в США. Зарубежные студии завершили промежуточные изображения, цифровые чернила и краску, и визуализированную анимацию на плёнку, после чего отправили её обратно в США.
Дэвид Силверман сказал, «что в отличие от сериала, где вы [должны] выбирать и выбирать, фильм дал им возможность «щедро уделять это внимание каждой сцене». В отличие от мультсериала у персонажей есть тени». Для вдохновения Силверман и аниматоры смотрели фильмы «Суперсемейка», «Трио из Бельвилля» и «Плохой день в Блэк-Роке», так как они были «отличной основой того, как размещаются персонажи». Они также искали идеи для сцен снов, в таких диснеевских мультфильмах, как «Дамбо» и «Судный день Плуто», а также идеи для сцен толпы в фильме «Это безумный, безумный, безумный, безумный мир». Для вдохновения Силверман смотрел снятые им серии Симпсонов, среди них два его любимых: «Homie the Clown» и «Three Men and a Comic Book». Майк Б. Андерсон, Лорен Макмаллан, Рич Мур и Стивен Дин Мур работали на анимацией около четверти фильма под руководством Силвермана, а многие другие аниматоры работали над сценами.

### Кастинг
Для сцен толпы создатели вдохновлялись плакатом с более чем 320 персонажами «Симпсонов». Грейнинг сказал, что они пытались включить каждого персонажа в мультфильм, 98 из которых имели говорящие роли, и большинство членов толпы были известными персонажами мультсериала. Основные актёры озвучивания сериала: Дэн Кастелланета, Джулия Кавнер, Нэнси Картрайт, Ярдли Смит, Хэнк Азариа и Гарри Ширер, а также второстепенные актёры Тресс Макнилл, Памела Хейден, Марсия Уоллес, Мэгги Розуэлл, Расси Тейлор и Карл Видерготт, повторили свои роли. Джо Мантенья вернулся в роли Жирного Тони, в то время как Альберт Брукс, который озвучивал в мультсериале много гостевых ролей, был выбран на роль главного антагониста Расса Каргилла после того, как он сказал сотрудникам, что хочет быть частью фильма. В течение «около недели» Брукс должен был повторить роль Хэнка Скорпио, но когда персонаж был исключён из фильма, он в конечном итоге озвучил самого Каргилла.
Актёры сделали первое из трёх чтений сценария за столом в мае 2005 года и начинали озвучивать персонажей каждую неделю с июня 2006 года до конца производства. Джеймс Л. Брукс руководил ими впервые со времён первых сезонов мультсериала. Кастелланета обнаружил, что озвучивание было «более интенсивным», чем озвучивание сериала, и «более эмоционально драматичным». Некоторые сцены, такие как видеообращение Мардж Гомеру, были записаны больше ста раз, в результате чего актёрский состав был измучен.
Сценаристы написали сцену открытия концерта без конкретной группы. Green Day получили эту роль, сыграв гостевую роль в сериале. Том Хэнкс также появляется в роли самого себя в фильме и принял предложение всего после одного телефонного звонка. Создатель сериала «Все любят Рэймонда» Филип Розенталь озвучивает отца в рекламе «нового Гранд-Каньона» с Хэнксом. Из-за нехватки времени несколько гостей, которые записали свои сцены, были вырезаны из мультфильма. Минни Драйвер записала роль покровительствующего консультанта по жалобам в сцене, которая в конечном итоге была вырезана. Эдвард Нортон записал роль человека, который раздавливается по мере установления купола, производя впечатление на Вуди Аллена. Создатели чувствовали, что голос слишком отвлекает, поэтому Кастелланета перезаписал диалог Нортона другим голосом. Айла Фишер и Эрин Брокович также записывали камео, но их сцены были вырезаны. Келси Грэммер озвучил Сайдшоу Боба, который должен был появиться в нескольких разных сценах, но эти сцены также были вырезаны. Джонни Ноксвилл также рекламировался как возможная приглашённая звезда.
Хотя он не даёт права голоса, Арнольд Шварценеггер является президентом США, а не тогдашним президентом Джорджем У. Бушем, потому что, по словам Грейнинга, «через два года… фильм [был бы] устаревшим». Брукс нервничал по поводу этой идеи, отметив, что «опросы общественного мнения [Шварценеггера] были намного ниже», и сказал, что они «надеются, что он вернётся в политику». Аниматоры начали с написания точной карикатуры на Шварценеггера, но вместо этого один из сотрудников предложил изменённую версию повторяющегося персонажа Ренье Вольфкасла в качестве президента. Эта идея была разработана с дизайном Wolfcastle, который сам также является карикатурой на Шварценеггера, получив больше морщин под глазами и другую причёску.

### Монтаж
Каждый аспект мультфильма постоянно анализировался, а сюжетные линии, шутки и персонажи регулярно переписывались. Хотя большинство анимационных фильмов не вносят обширных изменений в фильм во время активного производства из-за бюджетных ограничений, съёмочная группа «Симпсонов в кино» продолжала делать монтаж своего фильма в 2007 году, а некоторые монтажи произошли ещё в мае, за два месяца до выхода фильма. Джеймс Л. Брукс отметил: «70 процентов вещей в [одном из трейлеров] — основываясь на том, где мы были восемь недель назад — больше нет в фильме». Мэтт Грейнинг сказал, что было вырезано достаточно материала для ещё двух фильмов. Были созданы различные новые персонажи, которые потом были вырезаны, так как они не вносили достаточного вклада.
Первоначально персонажем, у которого было пророческое видение в церкви, была Мардж. Однако сценаристы посчитали это слишком тёмным, и поэтому Мардж заменили на дедушку. Роль возлюбленного Лизы Колина часто пересматривалась. Ранее его звали Декстер и Адриан, и его внешность была другая. Одна из идей заключалась в том, что в качестве возлюбленного Лизы выступала Мардж, но сценаристы поняли, что «зрители не так хорошо знакомы с [его] давней любовью к [Лизе], как [они] думали». Автомобильная погоня, в которой Гомер выбрасывает пылающих мумий из грузовика EPA, была заменена «более эмоциональными и реалистичными» сценами в мотеле и карнавале, которые позволили изменить темп. Сцена голого Барта на скейтборде была идеей Мэтта Грейнинга, который всегда хотел, чтобы Барт катался на скейтборде голым, а у Майка Скалли была идея показать пенис Барта в течение двух секунд. Художнику по раскадровке Мартину Арчеру приписывают то, что он разработал способ скрыть гениталии Барта различными вещами, прежде чем они будут показаны зрителю. Хотя съёмочная группа согласилась с тем, что шутка будет смешной, они задавались вопросом, будет ли означать, что фильму присудят рейтинг R, так как они были довольны рейтингом PG-13 и что шутка была несексуальной и глупой. В конечном итоге шутка им сойдёт с рук, потому что в фильме нет ни игровых сцен, ни гениталий Гомера.
После предварительного показа фильма в марте 2007 года в Портленде, штат Орегон, и Финиксе, штат Аризона были внесены дальнейшие изменения. Это изменения включали в себя удаление Кэнга и Кодос, которые резко критиковали фильм во время финальных титров. Многие люди на показах сочли оригинальную версию мультфильма слишком грубой, а поведение Гомера слишком недобрым, поэтому несколько сцен были смягчены, чтобы сделать его более приятным. Расс Каргилл несколько раз пересматривался, первоначально появляясь как пожилой человек, чьи речевые шаблоны Альберта Брукса были основаны на Дональде Рамсфельде. Старая модель использовалась Burger King для экшн-фигурки.
Сцена Каргилла с Бартом и Гомером в конце фильма была добавлена, чтобы полностью разрешить его историю, и шутка «Свин-паук» также была поздним дополнением. В одной удалённой сцене, прежде чем Спрингфилд был накрыт куполом, мистер Бёрнс напоминал зрителям, что это был последний момент в фильме, когда они могли получить возмещение. Другими удалёнными сценами были встреча Гомера с водителем колбасного грузовика, сцена с Пукером в конце фильма и новостной репортаж, показывающий влияние купола на повседневную жизнь в Спрингфилде в таких областях, как сельское хозяйство и спорт, все из которых были показаны на DVD, были вырезаны, потому что они не соответствовали общему контексту мультфильма. Было вырезано несколько музыкальных номеров через различные промежутки времени на протяжении всего мультфильма. Ими были песня об Аляске с музыкой Дэвида Стюарта из группы Eurythmics. Джин сказал, что это «продвинулось в анимации довольно далеко, а потом мы испугались, что фильм начал затягиваться в этом разделе».

### Музыка
Продюсер Джеймс Л. Брукс выбрал Ханса Циммера для написания музыки к мультфильму, так как они были хорошими друзьями и постоянными сотрудниками. Циммер чувствовал, что музыка была «уникальным вызовом», и ему пришлось «попробовать и выразить стиль Симпсонов, не утомляя зрителей». Он использовал оригинальную тему Дэнни Эльфмана, но не хотел злоупотреблять ею. Он создавал темы для каждого члена семьи. Лейтмотив Гомера был в центре внимания, и Циммер также сочинил темы для Барта и Мардж. Регулярного композитора мультсериала Альфа Клаузена не позвали написать музыку к фильму, отметив: «Иногда ты лобовое стекло, иногда ты жук».
В дополнение к своему появлению в мультфильме, Green Day записали свою собственную версию темы Симпсонов и выпустили её в качестве сингла. Циммер превратил песню «Свин-паук» в хоровое произведение, что было шуткой, которую он никогда не собирался включать в фильм. Циммер также должен был написать тексты на иностранных языках для 32 дублированных версий песни, когда фильм был выпущен в международном прокате. Ему было труднее всего написать песню на испанском языке. Тот же хор научился петь пьесу для каждого дубляжа на иностранном языке.

## Темы
Эл Джин описал послание фильма как «мужчина должен слушать свою жену». Кроме того, фильм пародирует два основных современных вопроса: религию и экологию. Тема инвайронментализма присутствует на протяжении всего фильма: в загрязнении Гомером озера Спрингфилда, камео группы Green Day, деятельности Лизы и её романе с Колином. Злодей Расс Каргилл возглавляет Агентство по охране окружающей среды США. Рецензент Эд Гонсалес утверждал, что сюжет мультфильма был сатирой на реакцию правительства на последствия урагана «Катрина» на Новый Орлеан. Ян Натан из журнала Empire раскритиковал это, полагая, что это дало фильму «откровенный политический план, [который граничит с полемикой]». Джеймс Д. Блум из колледжа Мюленберга прокомментировал «явность» «интеллектуальной повестки дня» фильма по этому вопросу, показанному, через Лизу. Он написал, что сцена, в которой группа Green Day терпит неудачу в попытке вовлечь зрителей в проблему экологии, «заводит в действие сюжет, прямо построенный вокруг установления культурной повестки дня» и «размышления о своевременных «проблемах».
Религия сосредоточена на мгновенном владении дедушкой, и Мардж верит в, что то что, он сказал — это послание от Бога. Когда его спросили, считает ли он, что это может оскорбить Грейнинг шутил что мультфильм — «позиция существования очень активного Бога»,. Анализируя роль Неда Фландерса, автор книги «Евангелие по Симпсонам» Марк И. Пински писал: «Именно готовность Симпсонов изобразить все разные стороны нас […] делает её такой богатой и смешной в наших сложных отношениях с религией». Деревья являются также мотивом, и они были реализованы во всех важных или эмоциональных сценах. Аниматоры нарисовали яблоню позади Лизы и Колина во время их первой встречи, которая была отсылкой к Адаму и Еве и к Эдему.

## Культурные отсылки
На протяжении всего фильма делается много культурных ссылок. Green Day играет гимн «Ближе, Господь, к Тебе» на скрипках, когда их баржа тонет, пародируя фильм «Титаник». Когда Барт едет на скейтборде голым, различные проходящие предметы почти постоянно покрывают его гениталии, намекая на аналогичные методы, используемые в фильме «Остин Пауэрс: Человек-загадка международного масштаба». Любовная сцена Гомера и Мардж пародирует многие диснеевские фильмы, включая «Золушку», и им помогают раздеться животные в стиле диснеевских фильмов. Первоначально в этой сцене использовалась музыка из «Волшебника страны Оз», и у оленя были белые пятна; они были убраны, потому что аниматоры чувствовали, что олень слишком чётко напоминал «Бэмби». Барт выдаёт себя за Микки Мауса в поезде, называя себя «талисманом злой корпорации». Гомер играет в игру «Grand Theft Walrus», отсылающую на серию видеоигр «Grand Theft Auto». В игре его персонаж стреляет в танцующего пингвина, отсылая на мультфильм «Делай ноги». Песня «Свин-паук» является пародией на главную песню мультсериала «Человек-паук» (1967), а название лекции Лизы — «Раздражающая правда» — отсылает к фильму Эла Гора «Неудобная правда». Беспилотный автомобиль был основан на персонаже Винсента Д’Онофрио из фильма «Цельнометаллическая оболочка», который покончил жизнь самоубийством аналогичным способом. В конце фильма празднование толпы отсылает на празднование победы над Империей в фильме «Звёздные войны. Эпизод VI: Возвращение джедая», когда Карл выполняет точно такие же жесты, как и Лэндо Калриссиан.
1000 долларов США, полученные при въезде на Аляску, являются отсылкой на дивиденды Постоянного фонда Аляски. Когда Гомер покидает Эски-Мо, он хватается за проезжающий грузовик, отдавая дань уважения актёру Бастеру Китону, в то время как сцена прозрения показывает дань уважения фильму «Бразилия» и работам Сальвадора Дали. Хиллари Клинтон появляется в качестве вице-президента Щекотки, а в сцене толпы появляется орк из «Властелина колец». В удалённой сцене показано, что Мардж и дети появились в телевизионном ток-шоу «The View», чтобы распространить новости о предстоящей гибели Спрингфилда. Части были написаны для всей панели шоу, и сцена должна была показать, что Расс Каргилл будет устраивать перестрелку с Джой Бехар. В другой удалённой сцене Мо описывал различные физические состояния Спрингфилда внутри купола, одним из которых был аттракцион в Диснейленде Autopia. Есть несколько отсылок на события в предыдущих сериях «Симпсонов». К ним относятся обломки машины скорой помощи из эпизода «Bart the Daredevil», врезавшиеся в дерево рядом со Спрингфилдским ущельем. Песня группы The Carpenters «(They Long to Be) Close to You», использованная в свадебном видео Гомера и Мардж, также использовалась в нескольких эмоциональных моментах между ними в мультсериале.

## Показ

### Кинотеатральный показ
1 апреля 2006 года кинокомпания 20th Century Fox объявила, что мультфильм выйдет 27 июля 2007 года. В Австралии и Великобритании фильм был выпущен на день раньше. Грейнинг не думал, что «люди смотрят в телевизионный раздел газеты и думают: «Я посмотрю «Симпсонов» на этой неделе, потому что мне нравится сюжет». Просто настраивайтесь и смотрите, что произойдёт».
Fox провела конкурс среди 16 Спрингфилдов для проведения американской кинопремьеры. Каждый Спрингфилд выпустил свой фильм, объясняющий, почему в их городе должна быть премьера, а результаты определяются голосованием на веб-сайте USA Today. Спрингфилд штата Миннесота выбыл 31 мая 2007 года. Победителем стал Спрингфилд штата Вермонт. Каждый из 14 других участников провёл свои собственные небольшие показы мультфильма 26 июля. 21 июля в Спрингфилде, штат Вермонт, состоялась мировая премьера фильма с жёлтой ковровой дорожкой вместо красной.
Фильм получил рейтинг PG-13 за «непочитающий юмор»; создатели ожидали такого рейтинга. Тем не менее, Британский совет по классификации фильмов дал мультфильму рейтинг PG без каких-либо сокращений. Пресс-секретарь BBFC сказала, что «естественная нагота без сексуального содержания приемлема в фильмах PG». В Мьянме запретили показ мультфильма из-за того, что большинство персонажей жёлтые, и запретили даже красные и жёлтые цвета в кино. Бирманским цензорам это всё напоминало о восстании страны.

### Рекламная кампания
Сеть магазинов 7-Eleven превратила 11 своих магазинов в США и один в Канаде в Магазин «На скорую руку» стоимостью около 10 миллионов долларов. 7-Eleven также продавал товары на тему Симпсонов во многих своих магазинах. Сюда вошли «Squishees», «Buzz Cola», «Krusty-O’ Cereal» и «Pink Movie Donuts». Эта акция привела к увеличению прибыли на 30% для изменённых магазинов 7-Eleven. Гомер исполнил специальный вступительный монолог для «The Tonight Show with Jay Leno» в рамках другой рекламы.
Акции также проводились в других странах. Компания 20th Century Fox установила «гигантский розовый пончик» в городе Спрингфилд в Кентербери, Новая Зеландия, чтобы отпраздновать название Спрингфилд, а в Лондоне электростанция «Баттерси» установила двухэтажного плавучего надувного свина-паука. В Дорсете изображение Гомера было нарисовано рядом с геоглифом «Великан». Это вызвало возмущение среди местных неоязычников, которые исполнили «дождевую магию», чтобы попытаться смыть её.
McFarlane Toys выпустила линию фигурок, основанных на мультфильме, а EA Games выпустила игру «The Simpsons Game», чтобы совпасть с выходом фильма на DVD. Samsung выпустила телефон «The Simpsons Movie», а Microsoft выпустила ограниченный выпуск «The Simpsons Movie» для Xbox 360. Ben & Jerry’s создали пиво на тему «Симпсонов» и мороженое со вкусом пончиков под названием «Duff & D’oh! Nuts». Windows Live Messenger предоставил своим пользователям возможность скачать бесплатный анимационный и статический контент для использования в разговорах. Burger King выпустил линейку игрушек «Симпсонов», которые раздавались с детскими блюдами, и для продвижения запустил серию телевизионных рекламных роликов на тему «Симпсонов». JetBlue Airways провела серию онлайн-толизаторов, чтобы выиграть поездку на премьеру мультфильма в Лос-Анджелесе. Они также включили в развлекательную систему своих самолётов канал, посвященный «Симпсонам».

### Выход на видео
Мультфильм был выпущен на DVD и Blu-Ray компанией 20th Century Fox Home Entertainment в США и Канаде 3 декабря 2007 года и 10 декабря в Британии.
DVD и Blu-ray помимо самого мультфильма содержат настройки языка, субтитры, две дорожки аудиокомментариев, четыре пародийные короткометражки, рекламные ролики и вырезанные сцены. На Blu-ray-диске все дополнительные материалы, в отличие от DVD, вышли в широкоформатном качестве. Одна из сцен, не попавших в фильм, вышла на DVD-сборнике «Симпсоны: Полный десятый сезон».
В первую же неделю анимация возглавила первое место в чарте продаж DVD дисков в США, за 3 356 777 копий было выручено свыше 58 млн долларов. За все первые двенадцать недель проката продано 5 537 806 копий на сумму почти 94 млн долларов.
| Подробная информация оригинальных американских оптических носителей | | | | |
| DVD | DVD | Blu-ray | Blu-ray | Дополнительно |
| - DVD (PAL) - 1-дисковая версия - DVD-9 (двухслойный) - Соотношение сторон — 2.35:1 - Языки: - Английский (Dolby Digital 5.1) - Французский (Dolby Digital) - Испанский (Dolby Digital 5.1) - Субтитры: - Английские - Испанские | - DVD (PAL) - 1-дисковая версия - DVD-9 (двухслойный) - Соотношение сторон — 2.35:1 - Языки: - Английский (Dolby Digital 5.1) - Французский (Dolby Digital) - Испанский (Dolby Digital 5.1) - Субтитры: - Английские - Испанские | - Blu-ray (PAL) - 1-дисковая версия - Стандартный (двухслойный) - Соотношение сторон — 2.35:1 - Языки: - Английский (DTS-HD Master Audio 5.1) - Французский (Dolby Digital) - Испанский (Dolby Digital 5.1) - Субтитры: - Английские - Испанские | - Blu-ray (PAL) - 1-дисковая версия - Стандартный (двухслойный) - Соотношение сторон — 2.35:1 - Языки: - Английский (DTS-HD Master Audio 5.1) - Французский (Dolby Digital) - Испанский (Dolby Digital 5.1) - Субтитры: - Английские - Испанские | - Аудиокомментарии - Комментарии от Джеймса Л. Брукса, Мэтта Грейнинга, Эл Джина, Майка Скалли, Дэвида Силвермана, Дэна Кастелланета и Ярдли Смит - Комментарии от режиссёров Дэвида Силвермана, Майка Б. Андерсана, Стивена Дин Мура и Рич Мура - Шесть удалённых сцен - Дополнительные короткометражные сцены - Монолог Гомера на The Tonight Show - Симпсоны — судьи на шоу American Idol - Гомер говорит про «American Idol» - Пойдём по коридору - Альтернативный дизайн трёх новых персонажей от директоров и Мэтта Грейнинга - Проморолики |
| Дата выпуска DVD | | | | - Аудиокомментарии - Комментарии от Джеймса Л. Брукса, Мэтта Грейнинга, Эл Джина, Майка Скалли, Дэвида Силвермана, Дэна Кастелланета и Ярдли Смит - Комментарии от режиссёров Дэвида Силвермана, Майка Б. Андерсана, Стивена Дин Мура и Рич Мура - Шесть удалённых сцен - Дополнительные короткометражные сцены - Монолог Гомера на The Tonight Show - Симпсоны — судьи на шоу American Idol - Гомер говорит про «American Idol» - Пойдём по коридору - Альтернативный дизайн трёх новых персонажей от директоров и Мэтта Грейнинга - Проморолики |
| Регион 1 | Регион 2 | Регион 4 | Регион 5 | - Аудиокомментарии - Комментарии от Джеймса Л. Брукса, Мэтта Грейнинга, Эл Джина, Майка Скалли, Дэвида Силвермана, Дэна Кастелланета и Ярдли Смит - Комментарии от режиссёров Дэвида Силвермана, Майка Б. Андерсана, Стивена Дин Мура и Рич Мура - Шесть удалённых сцен - Дополнительные короткометражные сцены - Монолог Гомера на The Tonight Show - Симпсоны — судьи на шоу American Idol - Гомер говорит про «American Idol» - Пойдём по коридору - Альтернативный дизайн трёх новых персонажей от директоров и Мэтта Грейнинга - Проморолики |
| 3 декабря 2007 года | 10 декабря 2007 года | 4 декабря 2007 года | 18 июня 2009 года | - Аудиокомментарии - Комментарии от Джеймса Л. Брукса, Мэтта Грейнинга, Эл Джина, Майка Скалли, Дэвида Силвермана, Дэна Кастелланета и Ярдли Смит - Комментарии от режиссёров Дэвида Силвермана, Майка Б. Андерсана, Стивена Дин Мура и Рич Мура - Шесть удалённых сцен - Дополнительные короткометражные сцены - Монолог Гомера на The Tonight Show - Симпсоны — судьи на шоу American Idol - Гомер говорит про «American Idol» - Пойдём по коридору - Альтернативный дизайн трёх новых персонажей от директоров и Мэтта Грейнинга - Проморолики |
| Дата выпуска Blu-ray | | | | - Аудиокомментарии - Комментарии от Джеймса Л. Брукса, Мэтта Грейнинга, Эл Джина, Майка Скалли, Дэвида Силвермана, Дэна Кастелланета и Ярдли Смит - Комментарии от режиссёров Дэвида Силвермана, Майка Б. Андерсана, Стивена Дин Мура и Рич Мура - Шесть удалённых сцен - Дополнительные короткометражные сцены - Монолог Гомера на The Tonight Show - Симпсоны — судьи на шоу American Idol - Гомер говорит про «American Idol» - Пойдём по коридору - Альтернативный дизайн трёх новых персонажей от директоров и Мэтта Грейнинга - Проморолики |
| Регион A | Регион B Европа | Регион B Австралия | Регион C | - Аудиокомментарии - Комментарии от Джеймса Л. Брукса, Мэтта Грейнинга, Эл Джина, Майка Скалли, Дэвида Силвермана, Дэна Кастелланета и Ярдли Смит - Комментарии от режиссёров Дэвида Силвермана, Майка Б. Андерсана, Стивена Дин Мура и Рич Мура - Шесть удалённых сцен - Дополнительные короткометражные сцены - Монолог Гомера на The Tonight Show - Симпсоны — судьи на шоу American Idol - Гомер говорит про «American Idol» - Пойдём по коридору - Альтернативный дизайн трёх новых персонажей от директоров и Мэтта Грейнинга - Проморолики |
| 18 декабря 2007 года | 16 декабря 2008 года | 5 декабря 2007 года | 18 марта 2010 года | - Аудиокомментарии - Комментарии от Джеймса Л. Брукса, Мэтта Грейнинга, Эл Джина, Майка Скалли, Дэвида Силвермана, Дэна Кастелланета и Ярдли Смит - Комментарии от режиссёров Дэвида Силвермана, Майка Б. Андерсана, Стивена Дин Мура и Рич Мура - Шесть удалённых сцен - Дополнительные короткометражные сцены - Монолог Гомера на The Tonight Show - Симпсоны — судьи на шоу American Idol - Гомер говорит про «American Idol» - Пойдём по коридору - Альтернативный дизайн трёх новых персонажей от директоров и Мэтта Грейнинга - Проморолики |

## Реакция

### Критика
Мультфильм получил в основном положительные отзывы критиков. На Rotten Tomatoes он имеет рейтинг 87% на основе 223 отзывов со средней оценкой 7,5/10. Консенсус сайта гласит: ««Симпсоны в кино» - это сердечный смех, кусачая сатира и честное изображение американской семьи, делающие шоу таким популярным. Фильм может похвастаться более гладкой анимацией и отполированной рисовкой, которая восходит к славным дням шоу». На Metacritic мультфильм получил оценку 80 из 100 на 36 отзывах . Зрители, опрошенные CinemaScore, дали фильму среднюю оценку «A−» по шкале от A+ до F.
Британские газеты «The Guardian» и «The Times» дали фильму четыре звезды из пяти. Джеймс Боун из The Times сказал, что он «хвастается теми же хитрыми культурными отсылками и вспышками блеска, которые принесли телесериалу последователей, которые варьируются от малышей до сравнительных литературных докторов наук». Питер Брэдшоу из The Guardian заявил, что это «даёт вам всё, что вы могли бы пожелать» и что он думал: «Восемьдесят пять минут [были] недостаточно долгими, чтобы отдать должное 17 годам комедийного гения». Эд Гонсалес похвалил фильм за его политическое послание, сравнив мультфильм «Шекотка и Царапка» с ситуацией президента Шварценеггера, а также с визуальными приколами фильма. Рэнди Шульман похвалил актёрский состав и описал их как «поднявших свою вокальную работу до ремесла, которое выходит далеко за рамки простых линейных показаний», и особенно похвалил Кавнер, которая, по его словам, «давала то, что должно быть самым искренним выступлением когда-либо». Роджер Эберт дал положительный отзыв, дав три звезды из четырёх, но признал, что он «как правило [не] поклонник фильмов, выделенных из телевизионной анимации». Он назвал мультфильм «радикальным и простым и в то же время, подрывным и добрым, оскорбительным, не имея смысла быть». Ричард Корлисс из журнала Time сказал, что фильм «не пытается быть грубым или извращенным, просто больше и лучше».
Кинокритик «USA Today» Клаудия Пуиг сказала, что сюжет «гарантировал полнометражный фильм благодаря умному сюжету и непрерывному непочтительному юмору». Патрик Колан считал, что фильм был «лучшим материалом [от «Симпсонов»] с 12 или 13 сезона», и похвалил анимацию, но также сказал, что появление таких персонажей, как Продавец комиксов и Сеймур Скиннер, было «маленьким и несмешным». Кирк Ханикатт из The Hollywood Reporter похвалил хорошую природу фильма, заявив, что смех «приходит во всех размерах», но также отметил, что «меньше была достигнута возможность вывести Симпсонов на экран».
Брайан Лоури из журнала «Variety» назвал его «умным, непочтительным, сатирическим и нарядным», но он «чуть едва» способен выдержать больше времени, чем телеэпизод. Лиза Шварцбаум похвалила актёрский состав, но заявила, что последовательности «действия иногда колебаются». Сравнивая фильм с ранними эпизодами шоу, Стивен Роули пришёл к выводу, что фильм «имеет больше, чем шоу в последние годы, но все ещё далёк от того, что сделало его таким бодрящим». Критик журнала «The Monthly» Люк Дэвис повторил опасения Лоури по поводу длительности: «всё движется со скоростью получасового эпизода. И это парадокс: это заставляет фильм чувствовать себя как три эпизода, слитых воедино. Мы в кино и ожидаем чего-то эпического"» Он высказал мнение, что «в великой арке, которая является историей «Симпсонов», этот фильм будет рассматриваться как странность, а не как апофеоз».
Более негативный отзыв пришёл от журнала «Empire», где рецензент Ян Натан сравнил фильм с New Coke, сказав, что «он совершенно провалился». Фил Вильярреал считал, что было «слишком мало моментов, достойных смеха» и что «вместо того, чтобы растягиваться на новые границы, фильм опирается на знакомом». Шейла Джонстон раскритиковала темп фильма и уровень его шуток, сказав, что «временные флаги общего импульса» и что это был «салон комических сквибов, некоторые очень смешные, другие плохие». Дэвид Эдвардс согласился с этим, написав, что, хотя «есть отличное получасовое шоу… остальное наполняется самым скучным», придя к выводу, что это «не ужасный фильм, а просто ужасно разочаровывающий». Космо Ландесман считал, что «юмор, похоже, потерял свой сатирический укус и остроумие» и что «большая часть комедии построена вокруг идиотизма Гомера». Этой оценкой поделилась Карина Чокано из журнала Los Angeles Times, которая чувствовала, что «как-то фильм вникает в своё созерцание смертности и смысла, траншея скрипит и падает». Она негативно сравнила его с мультфильмом «Южный Парк: Большой, длинный, необрезанный» (1999), фильмом, аналогичным образом основанным на мультсериале, сказав, что с точки зрения сатиры он не предлагает «ничего, что мы не слышим каждую ночь на The Daily Show с Джоном Стюартом». Брюс Ньюман раскритиковал мимолетные появления многих второстепенных персонажей шоу и счел фильм «разочарованием»»

### Кассовые сборы
Мультфильм заработал 30 758 269 долларов в день выхода в США, что делает его 25-м по величине и пятым по величине доходом от дня выхода за всё время. В первые выходные он заработал 74 036 787 долларов на 5500 экранах в 3922 кинотеатрах, заняв в эти выходные первое место. Это сделало его десятым по величине доходом за первые выходные в июле за всё время и самым высоким среди не сиквелов, а также самым кассовым мультфильмом по мотивам мультсериала, превзойдя мультфильм «Губка Боб Квадратные Штаны». Это превзошло ожидания Fox в размере 40 миллионов долларов.
Он установил несколько американских кассовых рекордов, в том числе самый кассовый первый уик-энд для не компьютерного мультфильма и для фильма, основанного на телесериале, превзойдя фильм «Миссия невыполнима 2». Это был также третий самый первый уик-энд для анимационного фильма. В день выхода мультфильм занял первое место международных кассовых сборов, собрав 96 миллионов долларов с 71 стран, в том числе 27,8 миллиона долларов в Великобритании, что является вторым по величине открытием в Великобритании для фильма 20th Century Fox. Это способствовало тому, что более половины из рекордных 5,5 миллионов человек посетили британские кинотеатры в эти выходные. В Австралии он собрал 13,2 миллиона долларов, что является третьим по величине открытием в стране и самым высоким показателем для анимационного фильма. Великобритания является самым высоким показателем для фильма за пределами США с общими сборами в 78,4 миллиона долларов, а Германия занимает второе место с общими сборами в 36,3 миллиона долларов. Прокат мультфильма закончился 20 декабря 2007 года со сборами в размере 183,1 миллиона долларов в США и мировыми сборами в размере 536,4 миллиона долларов. Это восьмой кассовый в мире и двенадцатый кассовый фильм 2007 года в США.

### Награды и номинации
Мультфильм получил премию «British Comedy Awards» за лучший комедийный фильм, премию ITV National Movie Awards за лучшую анимацию и премию UK Kids’ Choice Awards за лучший фильм, превзойдя фильмы «Гарри Поттер и Орден Феникса», «Пираты Карибского моря: На краю света» и «Шрек Третий». Трейлер мультфильма получил премию «Golden Trailer Award» за «Лучший анимационный/семейный трейлер» на 8-й ежегодной премии «Golden Trailer Awards». Журнал Forbes назвал мультфильм третьим лучшим результатом года по его кассовым сборам и оценке критиков сайта Metacritic. Веб-сайт фильма получил премию Webby Awards на 12-й ежегодной премии Webby Awards за «Лучший кино-сайт».
На 35-й церемонии вручения премии Энни фильм был номинирован в четырёх категориях: «лучший анимационный полнометражный фильм», «Режиссёр в анимационном полнометражном фильме», «Сценарий в полнометражном анимационном фильме» и «Озвучивание в полнометражном анимационном фильме» от Джулии Кавнер, уступив все четыре награды мультфильму «Рататуй». Он был номинирован на премию «Золотой глобус» за лучший анимационный полнометражный фильм на 65-й церемонии вручения премии «Золотой глобус», премию «BAFTA» за лучший анимационный фильм и премию Гильдии продюсеров за анимационный кинотеатральный фильм. Он также получил номинации на премию «Спутник» за лучший анимационный фильм, премию Чикагской ассоциации кинокритиков за лучший анимационный фильм и премию Ассоциации кинокритиков вещания за лучший анимационный фильм.
Перед выходом мультфильм получил номинацию на премию MTV Movie Awards 2007 за «Лучший летний фильм, который вы ещё не видели», уступив место «Трансформерам» и уступил премию Teen Choice Awards за «Выбор летнего фильма - комедия или мюзикл» фильму «Лак для волос». Он также был номинирован на премию People’s Choice Awards в категории «Любимая кинокомедия», уступив фильму «Немножко беременна».

## Продолжение
В 2014 году Джеймс Л. Брукс рассказал, что к нему обращались с FOX с просьбой создания второй части. Он добавил, что у него не было никаких непосредственных планов на второй фильм.
В декабре 2014 года, незадолго до выхода эпизода «The Man Who Came to Be Dinner», Эл Джин написал в Twitter, что этот эпизод (который был спродюсирован в 2012 году и первоначально был запланирован к выпуску в 2013 году) он и Брукс придержали, потому что он рассматривался как адаптация для второй части полнометражного фильма, поскольку эпизод был «кинематографическим». Джин позже заявил, что был страх насчёт того, что такой фильм будет считаться не каноническим по отношению к сериалу.
В июле 2017 года Силверман и Джин рассказали, что сиквел находится на ранней стадии разработки. На 10 августа 2018 года продолжение «Симпсонов в кино» по-прежнему находилось в разработке.
22 июля 2019 года Мэтт Грейнинг заявил, что у него нет сомнений в том, что Disney когда-нибудь выпустит сиквел. В июле 2021 года Эл Джин объявил, что обсуждения продолжения приостановлены из-за пандемии COVID-19. Однако, 11 сентября 2022 года Джин объявил, что продолжение все ещё находится в разработке.